# Africophilus inopinatus
Africophilus inopinatus är en skalbaggsart som beskrevs av Guignot 1948. Africophilus inopinatus ingår i släktet Africophilus och familjen dykare. Inga underarter finns listade i Catalogue of Life.